# 布利斯科納 (麻薩諸塞州)
布利斯科納（英語：Bliss Corner）是位於美國麻薩諸塞州布里斯托縣的一個普查規定居民點。

## 人口
根據2020年美國人口普查的數據，布利斯科納的面積為5.19平方千米，當中陸地面積為5.19平方千米，而水域面積為0.00平方千米。當地共有人口5480人，而人口密度為每平方千米1,055.88人。